# Prefetti della provincia di Brescia
Elenco dei prefetti della provincia di Brescia.

## Regno d'Italia
Governatori
- Agostino Depretis (23 novembre 1859 - 26 aprile 1860)
- Francesco Elia (26 aprile 1860 - 22 maggio 1860) – Vice-governatore
- Massimo Cordero di Montezemolo (22 maggio 1860 - 2 dicembre 1860)
- Francesco Elia (2 dicembre 1860 - 22 dicembre 1860) – Vice-governatore
- Vittorio Zoppi (28 dicembre 1860 - 1° luglio 1861) – Vice-governatore
- Antonio Di Murus (1° luglio 1861 - 14 luglio 1861) – Vice-governatore

Prefetti
- Giuseppe Natoli barone di Scaliti (16 luglio 1861 - 21 giugno 1862)
- Luigi Zini (22 giugno 1862 - 22 marzo 1865)
- Vittorio Zoppi (1º giugno 1865 - 14 settembre 1867)
- Luigi Tegas (15 settembre 1867 - 20 dicembre 1871)
- Pietro Peverelli (21 dicembre 1871 - 11 aprile 1875)
- Emilio Veglio di Castelletto (26 aprile 1875 - 18 aprile 1876)
- Efisio Salaris (19 aprile 1876 - 13 febbraio 1878)
- Tommaso Arabia (29 luglio 1878 - 10 gennaio 1884)
- Agostino Soragni (11 gennaio 1884 - 18 luglio 1891)
- Saverio Conte (19 luglio 1891 - 28 giugno 1892)
- Angelo Annaratone (29 giugno 1892 - 27 agosto 1894)
- Carlo Bertagnolli (28 agosto 1894 - 8 aprile 1896)
- Gennaro Minervini (9 aprile 1896 - 22 gennaio 1898)
- Angelo Cova (23 gennaio 1898 - 3 settembre 1899)
- Augusto Borselli (8 settembre 1899 - 17 aprile 1901)
- Angelo Cova (18 aprile 1901 - 20 aprile 1904)
- Carlo Cataldi (21 aprile 1904 - 1º ottobre 1909)
- Giuseppe Sorce (2 ottobre 1909 - 31 dicembre 1911)
- Enrico Emprin (1º gennaio 1912 - 30 agosto 1915)
- Giuseppe Sorge (19 settembre 1915 - 30 agosto 1917)
- Tito Bacchetti (1º settembre 1917 - 17 giugno 1920)
- Luigi Marcialis (1º ottobre 1920 - 15 febbraio 1922)
- Achille De Martino (16 febbraio 1922 - 30 dicembre 1922)
- Arturo Bocchini (31 dicembre 1922 - 15 dicembre 1923)
- Augusto Marri (23 dicembre 1923 - 21 ottobre 1924)
- Samuele Pugliese (22 ottobre 1924 - 21 ottobre 1925)
- Stefano De Ruggiero (22 ottobre 1925 - 15 dicembre 1926)
- Giuseppe Siragusa (16 dicembre 1926 - 30 giugno 1928)
- Augusto Marri (1º luglio 1928 - 15 luglio 1929)
- Carlo Solmi (16 luglio 1929 - 30 novembre 1932)
- Edoardo Salerno (1º dicembre 1932 - 20 agosto 1939)
- Giuseppe Toffano (21 agosto 1939 - 4 giugno 1940)
- Vincenzo Ciotola (5 giugno 1940 - 14 giugno 1943)
- Leone Leone (15 giugno 1943 - 31 luglio 1943)
- Mario De Cesare (1º agosto 1943 - 15 settembre 1943)
- Pietro Bulloni (25 aprile 1945 - 28 febbraio 1946)

## Repubblica italiana
- Guglielmo Froggio (1º marzo 1946 - 9 settembre 1947)
- Francesco Aria (10 settembre 1947 - 10 ottobre 1951)
- Virgilio Magris (11 ottobre 1951 - 12 novembre 1953)
- Antero Temperini (2 gennaio 1954 - 7 ottobre 1958)
- Lino Cappellini (8 ottobre 1958 - 2 settembre 1962)
- Giuseppe Salerno (3 settembre 1962 - 19 ottobre 1970)
- Francesco Blandaleone (20 ottobre 1970 - 14 giugno 1973)
- Vincenzo Aurigemma (25 luglio 1973 - 31 luglio 1974)
- Francesco Lattari (1º agosto 1974 - 4 gennaio 1976)
- Girolamo Di Giovanni (5 gennaio 1976 - 15 gennaio 1978)
- Gaetano Marrese (16 gennaio 1978 - 31 marzo 1979)
- Fausto Cordiano (16 agosto 1979 - 31 marzo 1985)
- Francesco Miceli (1º aprile 1985 - 31 maggio 1989)
- Ignazio Rubino (2 ottobre 1989 - 31 luglio 1992)
- Fausto Gianni (10 agosto 1992 - 15 gennaio 1993)
- Antonio Di Giovine (1º febbraio 1993 - 9 luglio 1995)
- Vincenzo Barbati (10 luglio 1995 - 31 luglio 1997)
- Alberto De Muro (1º agosto 1997 - 19 dicembre 2000)
- Anna Maria Cancellieri (20 dicembre 2000 - 29 dicembre 2003)
- Maria Teresa Cortellessa (30 dicembre 2003 - 6 marzo 2006)
- Francesco Paolo Tronca (6 aprile 2006 - 1º dicembre 2008)
- Narcisa Livia Brassesco Pace (18 agosto 2009 - 31 marzo 2015)
- Valerio Valenti (22 giugno 2015 - 28 maggio 2017)
- Annunziato Vardè (29 maggio 2017 - 25 marzo 2019)
- Attilio Visconti (26 marzo 2019 - 19 gennaio 2022)[2]
- Maria Rosaria Laganà (20 gennaio 2022 - 31 agosto 2024)[3]
- Andrea Polichetti (dal 1º settembre 2024)[4]